# دورگه (فیلم)
دورگه (به انگلیسی: Half-blood) (به آلمانی: Halbblut) نخستین فیلمی است که فریتس لانگ کارگردانی کرده‌است. این فیلم صامت در سال ۱۹۱۹ میلادی ساخته شد. بازیگران عمده فیلم عبارتند از: کارل د فوگت، رسل اورلا، کارل گبهارد-شرودر، پاول مورگان و ادوارد آیزنک. گمان می‌رود که این فیلم مفقود شده باشد.